# Lugo di Vicenza
Lugo di Vicenza település Olaszországban, Veneto régióban, Vicenza megyében. Lakosainak száma 3560 fő (2023. január 1.). Lugo di Vicenza Asiago, Calvene, Chiuppano, Fara Vicentino, Lusiana Conco, Zugliano, Carrè és Salcedo községekkel határos.

## Népesség
A település népességének változása:
| Lakosok száma | 3641 | 3652 | 3560 |
|               | 2017 | 2018 | 2023 |